# Daniel Nivagara
Daniel Nivagara – mozambicki nauczyciel akademicki i polityk, od 2020 roku minister nauki, technologii i szkolnictwa wyższego.

## Życiorys
W 1995 roku ukończył pedagogikę i psychologię w Instytucie Pedagogicznym w Maputo. W tym samym roku rozpoczął pracę wykładowcy na Uniwersytecie Pedagogicznym w Maputo. W 2001 roku uzyskał tytuł magistra nauk o edukacji na uniwersytecie w Nantes, w 2007 roku obronił doktorat w tej samej dziedzinie. W latach 2004–2008 był kierownikiem Wydziału Edukacji Podstawowej Uniwersytetu Pedagogicznego w Maputo, od 2008 do 2017 roku był dziekanem tego wydziału.
24 listopada 2020 roku prezydent Filipe Nyusi powołał go w skład swojego rządu na stanowisku ministra nauki, technologii i szkolnictwa wyższego.